# Chrysozephyrus scintillans
Chrysozephyrus scintillans är en fjärilsart som beskrevs av John Henry Leech 1893. Chrysozephyrus scintillans ingår i släktet Chrysozephyrus och familjen juvelvingar. Inga underarter finns listade i Catalogue of Life.